# Baconia burmeisteri
Baconia burmeisteri är en skalbaggsart som först beskrevs av Sylvain Auguste de Marseul 1870.  Baconia burmeisteri ingår i släktet Baconia och familjen stumpbaggar. Inga underarter finns listade i Catalogue of Life.